# Seznam lichtenštejnských staveb v Lednicko-valtické kulturní krajině
Toto je soupis objektů v Lednicko-valtické kulturní krajině vytvořených na zakázku a náklady lichtenštejnských knížat. 
Knížecí rod Lichtenštejnů hrál významnou roli v Lednicko-valtické krajině, založené v průběhu 19. století. Kromě dvou hlavních staveb, tj. zámků v Lednici a Valticích, vznikly po celém kraji četné drobné stavby, z nichž mnohé jsou součástí světového dědictví UNESCO.

## Seznam staveb
| název                                 | foto | popis |
| ------------------------------------- | ---- | --- |
| Akvadukt a Jeskyně                    |      | Akvadukt a jeskyně v lednickém zámeckém parku mají podobu římských staveb. |
| Apollónův chrám                       |      | Apollónův chrám byl postaven v letech 1817-1819. |
| Belveder                              |      | Belveder poblíž valtického zámku byl postaven na počátku 19. století jako ústřední budova bažantnice. |
| Dianin chrám                          |      | Dianin chrám byl postaven v letech 1810–1812 Josefem Kornhäuselem podle návrhu Josefa Hardtmutha. Rendezvous, jak se také nazývá, stojí v lese a sloužil pro snídaně lovecké společnosti Jana I. z Lichtenštejna. |
| Hraniční zámeček                      |      | Hraniční zámeček v Hlohovci vznikl mezi lety 1824 a 1827 na tehdejší hranici mezi Dolním Rakouskem a Moravou a stál přesně rozdělen napůl v každé z obou zemí. Dnes se v objektu nachází restaurant a hotel.      |
| Chrám Tří grácií                      |      | Chrám postavený v letech 1824/1825. |
| Janův hrad                            |      | Janův hrad (něm. Hansenburg) je umělá zřícenina architekta Josepha Hardtmutha z roku 1801. |
| Jízdárna lednického zámku             |      | |
| Kaple sv. Huberta                     |      | Kaple svatého Huberta byla postavena roku 1855 Hansem Heindrichem podle návrhu Georga Wingelmüllera mezi Valticemi a Prostředním rybníkem. Má trojúhelníkový půdorys a uvnitř stojí postava svatého Huberta.      |
| Katzelsdorfský zámeček                |      | Zámeček od Josepha Kornhäusela byl stržen při stavbě Železné opony v 50. letech 20. století. Reliéf s loveckým motivem je k vidění ve valtickém zámku.                                                            |
| Kolonáda na Rajstně                   |      | Kolonáda byla postavena v letech 1810-1817 jako rodinný memoriál. Zadavatelem stavby byl kníže Jan I. z Lichtenštejna.                                                                                            |
| Lovecký zámeček                       |      | Malý Lovecký zámeček byl postaven podle návrhu Josepha Hardtmutha v letech 1805/1806. Dnes je v soukromém držení.                                                                                                 |
| Lednický minaret                      |      | Postaven Josephem Hardtmuthem v letech 1797–1804. |
| Nový dvůr                             |      | Hospodářské budovy v Lednicko-valtickém areálu. |
| Obelisk                               |      | Obelisk byl vztyčen v roce 1798 jako optický středobod na konci dlouhé aleje v lednickém zámeckém parku. |
| Palmový skleník - Zahrádka pod palmou |      | Palmový skleník lednického zámku. |
| Rybniční zámeček                      |      | Na severním břehu Prostředního rybníka, postaven v letech 1814–1816 architektem Josefem Kornhäuselem. |
| Vodárna                               |      | Budova vodárny z roku 1844 ukrývala technické zařízení zajišťující závlahu parku. |
| Zámek Lednice                         |      | |
| Zámek Valtice                         |      | |